# 건품
건품(乾品, ?~?)은 신라의 관리이다.

## 생애
602년, 백제군이 신라의 아막성(阿莫城)을 포위하자, 신라에서는 파진찬(波珍飡)인 그를 필두로 해서 군사를 출전시켰으며, 백제군은 패배해 퇴각했다.